# Breggia
Breggia je obec na jihu Švýcarska v kantonu Ticino, blízko hranic s Itálií. Žije zde přibližně 2 000 obyvatel. Nachází se v nejjižnější části Švýcarska, nedaleko italského města Como.
Obec vznikla v roce 2009 spojením do té doby samostatných obcí Bruzella, Cabbio, Caneggio, Morbio Superiore, Muggio a Sagno.

## Geografie

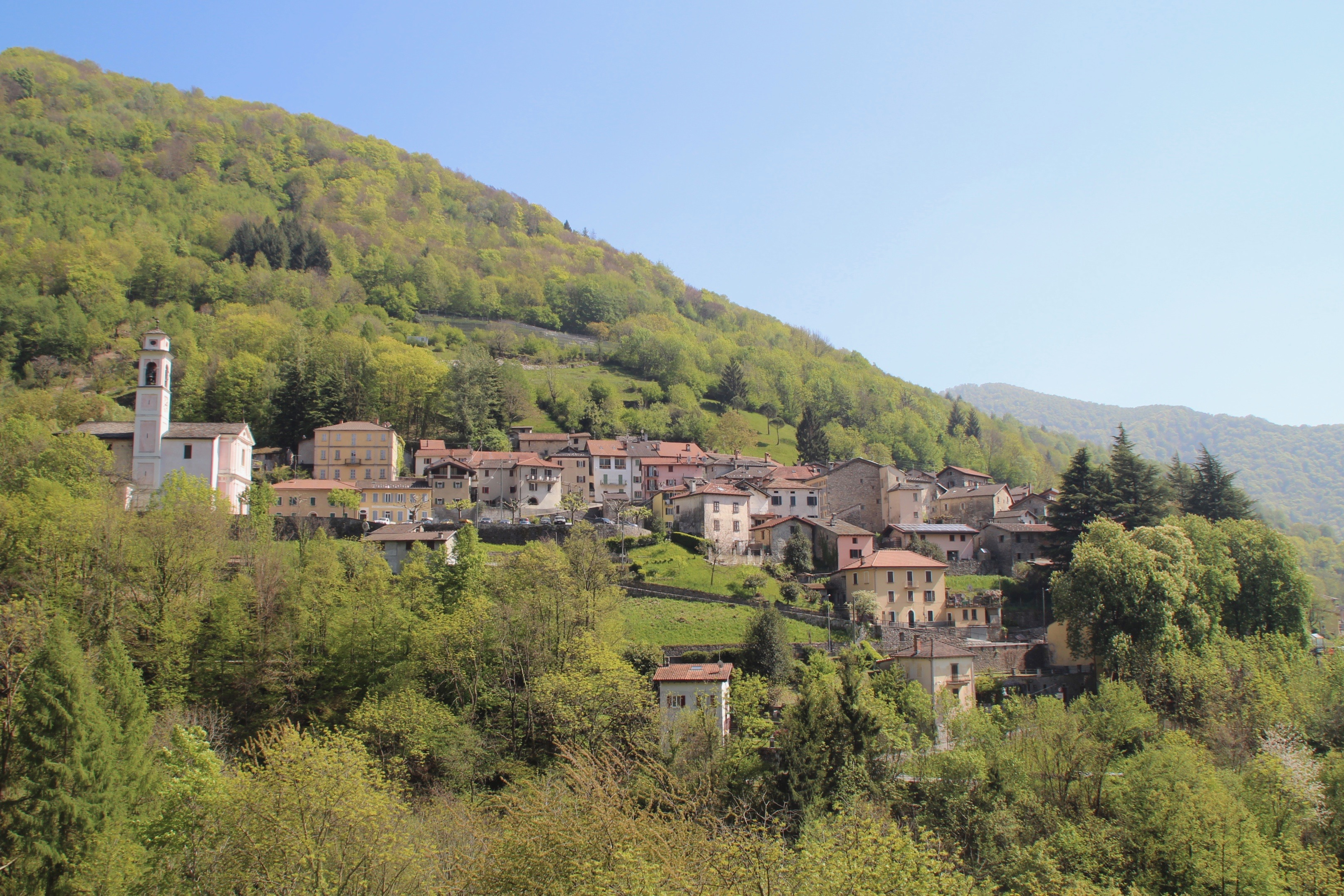
Cabbio

Obec leží na břehu stejnojmenné řeky Breggia a zahrnuje bývalé samostatné obce v údolí Muggio. Sousedními obcemi jsou Castel San Pietro, Morbio Inferiore, Vacallo a také Cernobbio, Moltrasio, Carate Urio a Centro Valle Intelvi v Itálii (provincie Como).

## Historie
Bruzella je poprvé zmiňována v roce 852 jako Brusella, Cabbio v roce 1188. Caneggio bylo známo od roku 1209. Morbio Superiore bylo poprvé zmíněno v roce 1160, Muggio v roce 852 a Sagno od roku 1296 pod názvem Sagnio.
Sloučená obec Breggia vznikla 25. října 2009 sloučením dříve samostatných obcí Bruzella, Cabbio, Caneggio, Morbio Superiore, Muggio a Sagno.

## Obyvatelstvo
| Rok            | 2010 | 2011 | 2012 | 2013 | 2014 | 2015 | 2020 |
| Počet obyvatel | 1960 | 1965 | 1959 | 1966 | 2001 | 2048 | 1926 |

Obec se nachází v jižní části kantonu Ticino, která je jednou z italsky mluvících oblastí Švýcarska. Převážná většina obyvatel obce tak hovoří italsky.